# Josep Maixenchs i Agustí
Josep Maixenchs i Agustí   (Terrassa, 18 de novembre de 1943 - 10 de maig de 2018) fou un cineasta català i fundador de l'ESCAC.
Es llicencià en Història de l'Art a la Universitat de Barcelona. Posteriorment es diplomà en Estètica i Història de la Cinematografia a la Universitat de Valladolid i en Semiologia de la Imatge Audiovisual al Centre Internacional de les Arts Escèniques i de la Comunicació Social de Roma.
El 1994 va fundar l'Escola Superior de Cinema i Audiovisuals de Catalunya (ESCAC), adscrita a la Universitat de Barcelona, de la qual fou director, i es dedicà a difondre el cinema per mitjà de la docència i la participació en diversos festivals. Arran de la seva producció del llargmetratge Andrea (1996), dirigit per Hermann Bonnín i Sergi Casamitjana va crear la productora Escándalo Films, lligada a l'ESCAC per a fer de pont entre acadèmics i professionals del cinema. Amb aquesta productora vs produir i dirigir nombrosos curtmetratges.
El 2002 va rebre el Premi Homenot; el 2005 el premi González Sinde de l'Acadèmia de les Arts i les Ciències Cinematogràfiques d'Espanya; el 2009 va rebre el premi Prisma d'Honor de l'Associació Espanyola d'Autors d'Obres Fotogràfiques Cinematogràfiques. El 2010 va rebre el premi Maria Honorífica del Festival Internacional de Cinema de Catalunya - Sitges en reconeixement de la seva carrera. El 2012 va rebre la Medalla d'Honor de la ciutat de Terrassa i la Creu de Sant Jordi per la seva aportació al cinema i a la difusió de la ciutat arreu del món. També era membre d'honor de l'Acadèmia del Cinema Català.
El 25 de juliol de 2014, el plenari del Consell Municipal de Barcelona aprova la seva distinció amb la Medalla d'Or al mèrit cultural.